# Herman Severin Løvenskiold
Herman Severin Løvenskiold, norveški skladatelj, * 30. julij 1815, Holmestrand, Norveška, † 5. december 1870, Kopenhagen, Danska.
Glasbo je študiral v Kopenhagnu, izpopolnjeval se je v Nemčiji in Avstriji. Od leta 1851 je deloval kot dvorni organist.
Med njegova najbolj znana dela spadata balet Silfida v koreografiji Augusta Bournonvilla (1836) in opera Turandot (1854).